# Pascal Lissouba

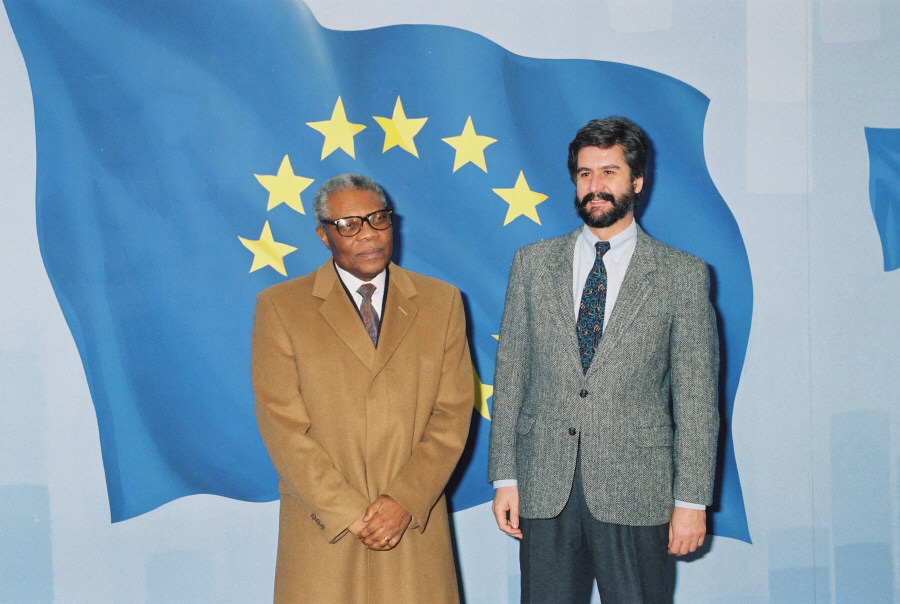
Pascal Lissouba (links) in 1992

Pascal Lissouba (Tsinguidi, 15 november 1931 - Perpignan, 24 augustus 2020) was een Congolees (Brazzaville) staatsman. Van 1992 tot 1997 was hij president van Congo. Hij was afkomstig uit het zuidelijke Banzabi-volk.

## Levensloop
Lissouba studeerde aan het Franse Lycee Felix Faure in Nice (1948-1952), in Tunis en aan de Universiteit van Parijs (1958-1961).
Terug in het inmiddels onafhankelijke Congo, sloot hij zich aan bij een linkse politieke groep. Hij was een hoge ambtenaar op het ministerie van Landbouw (1961-1963). Van 1963 tot 1966 was hij zowel minister van landbouw als premier in de regering van president Alphonse Massamba-Débat. Nadat Massamba-Débat 1968 was afgezet, werd hij minister in de nieuwe regering van de marxistische majoor Marien Ngouabi. In 1969 moest hij als minister aftreden. In 1973 was hij lid van het Centraal Comité van de Parti Congolais du Travail (PCT, d.i. de Congolese Arbeiderspartij).
In 1973 werd hij uit de partij gezet vanwege betrokkenheid bij een couppoging. Hij werd echter niet vervolgd.
In 1977 werd hij gearresteerd vanwege betrokkenheid bij de moord op president Ngouabi. Oud-president Alphonse Massamba-Débat, die ook betrokken zou zijn geweest bij de moordaanslag, werd ter dood veroordeeld. Lissouba zat enige tijd gevangen, doch werd in 1979 vrijgelaten. Daarna leefde hij in ballingschap in Frankrijk.
Tijdens zijn ballingschap werkte hij als hoogleraar aan de Universiteit van Parijs en voor de UNESCO in Nairobi.
In 1991 begon een democratiseringsproces in Congo en Lissouba keerde naar zijn geboorteland terug. Nog in datzelfde jaar werd hij door de nieuwe, centrumlinkse Union panafricaine pour la démocratie sociale (UPADS) tot voorzitter aangesteld. Bij de parlementsverkiezingen werd de UPADS de grootste partij. In de zomer van 1992 nam hij het als presidentskandidaat op tegen de zittende president, Dennis Sassou-Nguesso. De laatste leed een nederlaag en in augustus 1992 werd Lissouba president van Congo. Hij vormde daarop een coalitieregering.
De coalitieregering viel in 1993. Bij de nieuwe verkiezingen werd de UPADS opnieuw de grootste partij. Volgens de oppositie was er gefraudeerd met de verkiezingsuitslagen. Er brak vervolgens een burgeroorlog uit in Congo die pas in 1995 ten einde kwam na interventie van de Organisatie van Afrikaanse Eenheid (OAE) en in het bijzonder Gabon. De onrust bleef echter en er waren nog steeds brandhaarden in het land.
Oud-president Sassou-Nguesso keerde in 1996 naar Congo terug en vestigde zich in Brazzaville. Sassou-Nguesso wilde zich kandidaat stellen voor de presidentsverkiezingen van 1997. Waarschijnlijk zag Lissouba in Sassou-Nguesso een potentieel gevaar en liet militairen zijn huis omsingelen om hem te arresteren (oktober 1997). De militie van Sassou-Nguesso wist de arrestatie voorkomen en nadat Sassou-Nguesso steun van Angola ontving pleegde hij een staatsgreep en zette Lissouba af. Er volgde een korte burgeroorlog tussen aanhangers van Lissouba (UPADS) en aanhangers van Sassou-Nguesso (PCT). Het pleit werd in het voordeel van de laatste beslecht.
Lissouba week uit naar het buitenland en woonde in Londen en Zuid Frankrijk. In december 2001 werd hij in absentia veroordeeld door een rechtbank tot een celstraf.
Lissouba was een bekend vrijmetselaar en lid van een loge onder de Grand Orient de France.